# Ас-Суккяри (месторождение)
Месторождение ас-Суккари (араб. منجم السكري‎) — месторождение золота неподалёку от побережья Красного моря в Египте, в 30 километрах от курортного города Марса-Алам.
Разработка месторождения началась в 2009 году и осуществляется министерством природных ресурсов Египта и компанией Centamin Egypt (en). Проект оценивается в 265 миллионов долларов.
В древние времена Египет был известен своими запасами золота. В современной же истории страны месторождение аль-Сукари стало первым золотоносным месторождением, которое начали разрабатывать.

## События на месторождении в начале 2011 года
По информации египетской газеты «Аль-Бадиль», рабочие, занятые на месторождении ас-Суккяри, заявляют, что в канун массовых демонстраций и протестов в Египте неизвестные ограбили месторождение, похитив около двух тонн золота. 19 февраля 2011 года на сайте «аль-Бадиль» появилось сообщение о том, что несколько рабочих, занятых на месторождении ас-Суккяри, подтвердили в интервью представителю газеты, что после того как Хосни Мубарак ушёл в отставку, в золотохранилище проникли вооруженные представители сил безопасности и вывезли в сумме около двух тонн золотых слитков в неизвестном направлении. В то же время египетский комитет по минеральным ресурсам отрицает факт грабежа на месторождении. Сообщается также, что 25 января 2011 года работа на ас-Суккяри была приостановлена в связи с событиями в стране.
По сообщению агентства «Рейтер» от 18 февраля 2011 года, передающего со ссылкой на египетское государственное новостное агентство «MENA», более 250 рабочих на месторождении ас-Суккари начали сидячую забастовку с требованием повышения зарплаты и передачи прав разработки месторождения египетской компании вместо австралийской.
В заявлениях же, опубликованных на сайте Centamin Egypt, 18 и 24 февраля 2011 года, говорится о том, что реакция на политические изменения в Египте на месторождении ас-Суккари минимальна и производственные процессы на месторождении не прекращаются, сообщается также о том, что из общего числа занятых на месторождении рабочих, которое составляет более 1000 человек, около 50 занятых, главным образом, на горных работах отказывались выходить на работу ранее в феврале, но на момент 24 февраля все рабочие прекратили забастовку и вернулись к работе.